# Brenas
Brenas (okzitanisch Brenaç) ist eine französische Gemeinde mit 57 Einwohnern (Stand: 1. Januar 2022) im Département Hérault in der Region Okzitanien (vor 2016 Languedoc-Roussillon). Sie gehört zum Arrondissement Béziers (bis 2017: Arrondissement Lodève) und zum Kanton Clermont-l’Hérault. Die Einwohner werden Brenais genannt.

## Lage
Die Gemeinde Brenas liegt in den südlichen Ausläufern der Cevennen, 16 Kilometer südwestlich von Lodève. Im Gemeindegebiet von Brenas entspringt der Fluss Salagou. Umgeben wird Brenas von den Nachbargemeinden Lunas-les-Châteaux im Nordwesten und Norden, Octon im Norden und Osten, Mérifons im Osten, Pézènes-les-Mines im Süden sowie Carlencas-et-Levas im Westen.

## Bevölkerungsentwicklung
| Jahr                       | 1962 | 1968 | 1975 | 1982 | 1990 | 1999 | 2006 | 2013 | 2020 |
| Einwohner                  | 52   | 31   | 31   | 30   | 28   | 25   | 40   | 50   | 55   |
| Quellen: Cassini und INSEE |      |      |      |      |      |      |      |      |      |

## Sehenswürdigkeiten
- Kirche Mariä Himmelfahrt (Église de l'Assomption-de-Notre-Dame)

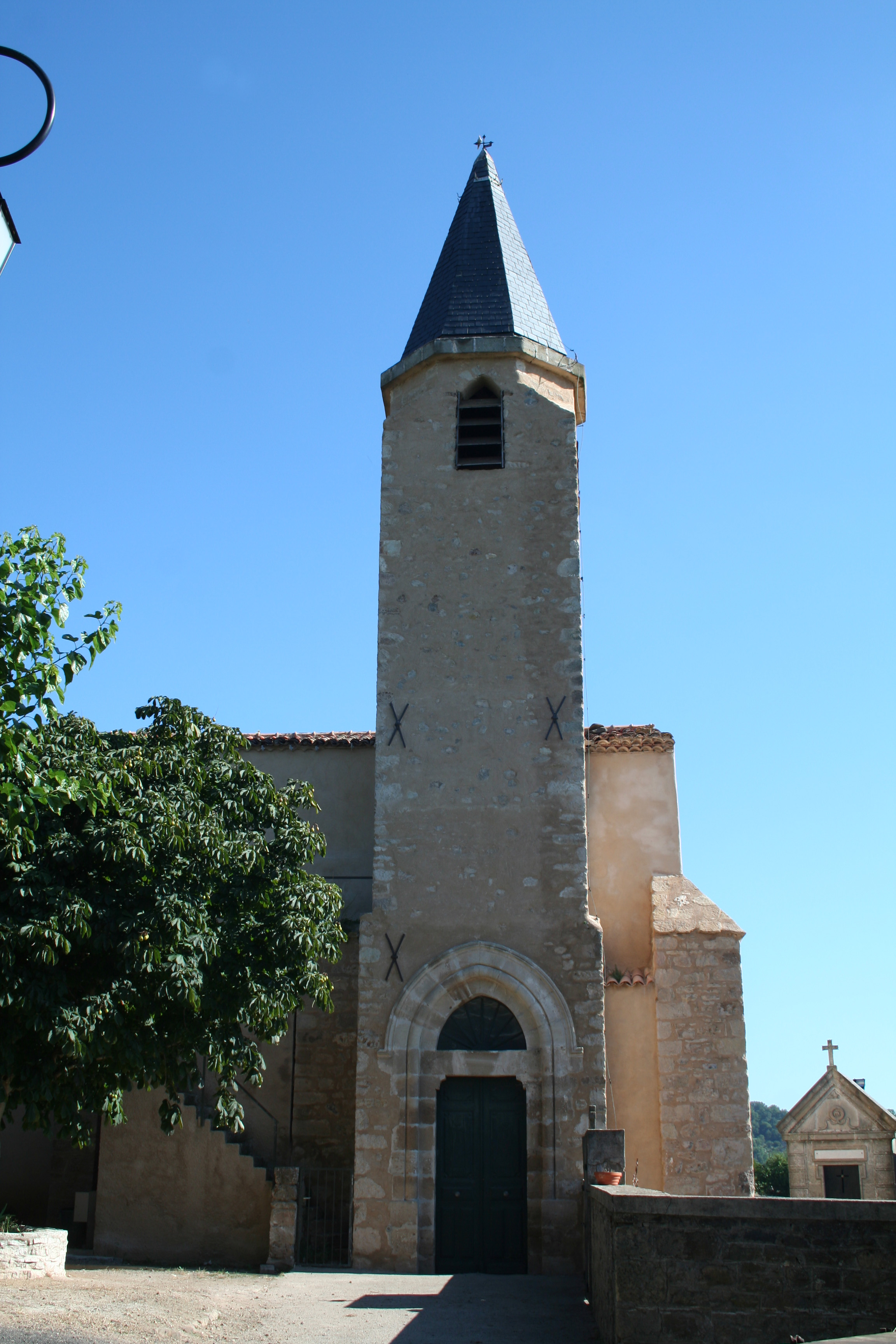
Kirche Mariä Himmelfahrt